# Magdalena Grzywa
Magdalena Grzywa (ur. 15 września 1979 roku w Czernichowie) – polska biathlonistka, broniąca barw AZS-AWF Katowice.
Pierwsze sukcesy odnosiła w zawodach juniorskich. Podczas mistrzostw świata juniorów w 1999 roku w Pokljuce zdobyła dwa brązowe medale w biegu sprinterskim i sztafecie. W biegu pościgowym była 4. W karierze seniorskiej zdobyła między innymi złoty medal w biegu pościgowym i srebrny w sprincie podczas mistrzostw Europy w Zakopanem w 2000 roku. Była też między innymi ósma w sztafecie na mistrzostwach świata w Oberhofie w 2004 roku, a podczas Zimowych Igrzysk Olimpijskich 2006 w Turynie w tej samej konkurencji Polki zajęły 7. pozycję.
W 2007 roku zakończyła karierę i zajęła się pracą dziennikarską – komentowała m.in. zawody biathlonowe na TVP Sport i w Polsacie Sport, była także na Igrzyskach Olimpijskich 2008, gdzie relacjonowała wyścigi BMX-ów i gimnastykę.